# عزت‌الله اکبری
عزت‌الله اکبری زرین کلائی (زادهٔ ۲۰ آبان ۱۳۷۱) کشتی‌گیر پیشین اهل ایران در دستهٔ ۷۴ کیلوگرم کشتی آزاد است. اکبری نائب قهرمان مسابقات قهرمانی کشتی جهان ۲۰۱۳، قهرمان کشتی آسیا در سال ۲۰۱۸ و برندهٔ مدال نقرهٔ بازی‌های آسیایی ۲۰۱۴ اینچئون است. مدال طلای بازی‌های داخل سالن آسیا ۲۰۱۷ از دیگر افتخارات او است. اکبری در ۱۹ دی ۱۳۹۸ در رقابت‌های جام تختی از دنیای کشتی خداحافظی کرد.

## فعالیت حرفه‌ای ورزشی

### قهرمانی آسیا ۲۰۱۳
عزت‌الله اکبری آزادکار وزن ۷۴ کیلوگرم با کسب پیروزی مقابل کشتی گیرانی از ترکمنستان و هند و شکست مقابل نماینده چین به دیدار رده‌بندی راه یافته بود. وی با پیروزی در برابر کشتی‌گیر تاجیکستانی، به مدال برنز رقابتهای کشتی آزاد قهرمانی بزرگسالان آسیا دست یافت.

### قهرمانی جهان ۲۰۱۳
عزت‌الله اکبری در وزن ۷۴ کیلوگرم که ۳۹ کشتی‌گیر حضور داشتند در دور نخست با نتیجه ۱۰ بر ۲ مقابل آلکساندر بورکا از مولداوی به پیروزی رسید و در دور دوم هم با نتیجه ۷ بر صفر از سد یاکوب ماکارشویلی از گرجستان گذشت. اکبری در دیدار یک‌هشتم نهایی با نتیجه ۵ بر ۲ مقابل یونیرکی بلانکو از کوبا به پیروزی رسید و گام به یک‌چهارم گذاشت. وی در این مرحله نیز با نتیجه ۶ بر ۴ مقابل سوساکه تاکاتانی از ژاپن به پیروزی رسید و راهی نیمه‌نهایی شد. اکبری در این مرحله با نتیجه ۴ بر ۳ مقابل رشید قربانف از ازبکستان به برتری رسید و فینالیست شد، اما در فینال مغلوب جردن باروز آمریکایی شد و صاحب گردن‌آویز نقره شد.

### بازی‌های آسیایی ۲۰۱۴
عزت‌الله اکبری در وزن ۷۴ کیلوگرم پس از استراحت در دور نخست، در دور دوم و مرحله یک‌چهارم نهایی با نتیجه ۱۰ بر صفر مقابل محمد اسد بوت از پاکستان به پیروزی رسید و راهی نیمه‌نهایی شد. وی در این مرحله نیز با نتیجه ۴ بر ۳ سانگ‌کیو لی از کره‌جنوبی را شکست داد و جواز حضور در دیدار پایانی را کسب کرد. اکبری در فینال با نتیجه ۳ بر ۲ مقابل رشید قربانف، دارنده برنز جهان و قهرمان آسیا از ازبکستان شکست خورد و از کسب مدال طلا بازماند.

### بازیهای داخل سالن آسیا ۲۰۱۷
در وزن ۸۶ کیلوگرم عزت اله اکبری پس از استراحت در دور نخست در دور دوم لین زوشن از چین را با نتیجه ۱۳ بر ۳ مغلوب کرد وی در دور سوم مقابل محمد اینام از پاکستان با نتیجه ۶ بر ۲ پیروز و راهی مرحله نیمه نهایی شد. اکبری در دیدار نیمه نهایی با نتیجه ۱۶ بر ۸ از سد آدلیت داولومبایف از قزاقستان گذشت و راهی دیدار فینال شد. وی در دیدار نهایی به مصاف امیدجان عثمان اف قهرمان آسیا و دارنده مدال برنز بازی‌های آسیایی از ازبکستان رفت و با نتیجه ۹ بر ۲ به پیروزی رسید تا چهارمین مدال طلای تیم ملی کشتی آزاد را بدست آورد.

### قهرمانی آسیا ۲۰۱۸
در وزن ۷۹ کیلوگرم عزت اله اکبری پس از استراحت در دور اول در دور دوم با توجه به عدم حضور آدام باتیروف از بحرین به پیروزی رسید و راهی مرحله نیمه نهایی شد وی در این مرحله نیز با نتیجه ۱۰ بر صفر از سد توربولد گانبولد از مغولستان گذشت و راهی دیدار فینال شد. اکبری در دیدار فینال مقابل رشید قربانف از کشور ازبکستان با نتیجه ۵ بر صفر به پیروزی رسید و به مدال طلا دست یافت.

### قهرمانی جهان ۲۰۱۸
اکبری در مسابقات مقدماتی و در دور نخست در مصاف با جانی بور دارنده مدال نقره زیر ۲۳ سال اروپا از فرانسه با نتیجه ۱۰ بر ۲ به پیروزی رسید. دارنده مدال نقره جهان در کشتی دوم مقابل سوساکه تاکاتانی دارنده مدال نقره جهان از ژاپن در حالی که تا ثانیه‌های پایانی ۲ بر یک از حریف عقب بود موفق شد با خاک کردن حریف در نهایت این مبارزه را ۳ بر ۲ به سود خود پایان دهد و به مرحله یک چهارم نهایی راه یابد. این آزادکار جویباری تیم ملی در این مرحله نیز گریگور گریگوریان از ارمنستان را ۷ بر ۴ شکست داد و به نیمه نهایی راه یافت. اکبری در دیدار نیمه نهایی مقابل جبرئیل حسنف دارنده مدال برنز جهان و المپیک از جمهوری آذربایجان در فاصله ۲۰ ثانیه مانده به پایان مبارزه در حالی که سه بر یک پیش بود با عدم مدیریت کشتی نتیجه را ۳ بر ۳ به حریف خود واگذار کرد و از راه یافتن به فینال بازماند. اکبری در دیدار رده‌بندی وزن ۷۹ کیلوگرم مقابل علی شعبان‌اف دارنده مدال برنز جهان از بلاروس قرار گرفت. اکبری در یک دقیقه مانده به پایان کشتی در حالی که ۸ بر ۲ از حریف عقب بود با خاک کردن مداوم حریف توانست کشتی را به تساوی بکشاند که در ثانیه‌های پایانی کشتی نیز توانست خود را به پشت حریف برساند و با موافقت رئیس تشک دو امتیاز دیگر به اکبری داده شد. در این لحظه مربیان بلاروسی به این رای اعتراض کردند که با رای هیئت ژوری دو امتیاز از اکبری گرفته شد تا آزادکار کشورمان با نتیجه ۸ بر ۸ کشتی را با بد شانسی واگذار کند و به رتبی پنجمی قناعت کند.